# Rudno Drugie
Rudno Drugie – wieś w Polsce położona w województwie lubelskim, w powiecie parczewskim, w gminie Milanów.
Leży przy drodze wojewódzkiej nr 813.
Do 2023 miejscowość była częścią wsi Rudno.